# Phyllachora lonchotheca
Phyllachora lonchotheca är en svampart som beskrevs av Speg. 1881. Phyllachora lonchotheca ingår i släktet Phyllachora och familjen Phyllachoraceae.   Inga underarter finns listade i Catalogue of Life.